# یانگ جی وون
یانگ جی وون (انگلیسی: Yang Ji-won؛ زادهٔ ۵ آوریل ۱۹۸۸) خواننده، رقصنده، بازیگر سینما، و بازیگر اهل کره جنوبی است. وی از سال ۲۰۰۸ میلادی تاکنون مشغول فعالیت بوده‌است.